# Kasolo
Die Insel Kasolo, auch Kennedy Island oder Plum Pudding Island genannt, liegt in der Westprovinz der pazifischen Inselrepublik Salomonen, etwa sieben Kilometer östlich der Hauptinsel Ghizo.
1943 strandete der spätere US-Präsident John F. Kennedy mit seiner Mannschaft auf der Insel, nachdem ihr PT-Schnellboot von dem japanischen Zerstörer Amagiri versenkt worden war.
Die lediglich 75 Meter lange und 25 Meter breite Insel ist unbewohnt, wird jedoch ab und an von motorgetriebenen Schlauchbooten besucht, die von Kreuzfahrtschiffen mit deren Passagieren ablegen.